# Роеласька сільська рада (Муствееський район)
Ро́еласька сільська рада (ест. Roela külanõukogu, рос. Роэлаский сельский совет) — сільська рада в Естонській РСР, адміністративно-територіальна одиниця в складі повіту Тартумаа (1945—1950) та Муствееського району (1950—1954).

## Населені пункти
Сільській раді підпорядковувалися населені пункти:
села: Левала (Levala), Соотна (Sootna), Путу (Putu), Арукюла (Aruküla), Маардла (Maardla), Ронівере (Ronivere), Каллівере (Kallivere), Рогкузе (Rohkuse), Ліннамяе (Linnamäe), Мяґізе-Вялья (Mägise-Välja), Вассевере (Vassevere), Кяйба (Käiba), Туулавере (Tuulavere); поселення  Роела (Roela asundus).

## Історія
13 вересня 1945 року на території волості Вооре в Тартуському повіті утворена Роеласька сільська рада з центром у поселенні Роела. Головою сільської ради обраний Рудольф Мяґі (Rudolf Mägi), секретарем — Андрес Пяртін (Andres Pärtin).
26 вересня 1950 року, після скасування в Естонській РСР повітового та волосного поділу, сільська рада ввійшла до складу новоутвореного Муствееського сільського району.
17 червня 1954 року в процесі укрупнення сільських рад Естонської РСР Роеласька сільська рада ліквідована. Її територія склала південну частину Арукюласької сільської ради.